# Abderrahman Samba
Pour les articles homonymes, voir Samba.
Abderrahman Samba (né le 5 septembre 1995 en Arabie saoudite) est un athlète mauritanien naturalisé qatarien en 2016, spécialiste du 400 mètres haies, médaillé de bronze aux championnats du monde 2019 de Doha. Il détient le record d'Asie dans cette épreuve, en établissant le temps de 46 s 98 le 30 juin 2018 à Paris.

## Biographie
Abderrahaman Samba est né d'une mère saoudienne et d'un père mauritanien en Arabie saoudite, pays dans lequel il vivra et gardera la nationalité jusqu'en 2016, avant d'opter pour celle qatarie le 6 mai 2016.
En mars 2017, à Sasolburg, il porte son record personnel à 48 s 31, puis réalise 48 s 44 en mai lors du meeting de Doha, qu'il remporte. En août 2017, il se classe septième des championnats du monde de Londres dans un temps de 49 s 74.

### Explosion au plus haut niveau et barrière des 47 secondes (2018)
Vainqueur du relais 4 × 400 m aux championnats d'Asie en salle 2018, à Téhéran, il se distingue le 4 mai 2018 lors du meeting de Doha en descendant pour la première fois de sa carrière sous les 48 secondes sur 400 m haies, établissant en 47 s 57 la meilleure performance mondiale de l'année, un record du meeting ainsi qu'un nouveau record national. Le 31 mai 2018, lors de sa victoire au Golden Gala à Rome, il améliore de 5/100e de seconde le record d'Asie du Saoudien Hadi Soua'an al-Somaily établi en 2000, en réalisant le temps de 47 s 48, également meilleure performance mondiale de l'année, record du meeting et record de la Ligue de diamant. Il accroît sa suprématie en s'imposant à Oslo le 7 juin en 47 s 60 et à Stockholm trois jours plus tard en améliorant à nouveau son chrono en 47 s 41. Il devient par ailleurs le premier athlète, depuis 1995 et Derrick Adkins, à enchainer 5 courses sous les 48 secondes.
Le 30 juin 2018, il réalise la deuxième performance mondiale de tous les temps lors du Meeting de Paris en 46 s 98, devenant ainsi le deuxième homme à passer sous la barre des 47 s après Kevin Young en 1992. Cinq jours plus tard, il poursuit sa série d'invincibilité sur l'épreuve en remportant l'Athletissima de Lausanne en 47 s 42,. Le 21 juillet, il est aligné au 400 m du meeting de Londres, course à laquelle il termine 5e avec un record personnel en 44 s 62.
Le 21 juillet, lors du meeting de Londres, il bat son record personnel sur 400 m, en 44 s 62, en terminant 6e de l’épreuve de la Ligue du diamant. Le 27 août, il remporte la médaille d'or des Jeux asiatiques de Jakarta en 47 s 66, nouveau record des Jeux avant de conclure sa saison le 30 par un second titre avec le relais 4 x 400 m, où l'équipe du Qatar bat le vieux record d'Asie en 3 min 0 s 56, abaissant de 20 centièmes l'ancienne performance détenue par le Japon depuis 1996. Il décide de faire l'impasse sur la finale de la Ligue de diamant le 31 août, à Zurich.

### Médaillé de bronze à Doha (2019)
Après avoir effectué sa rentrée sur 400 m en 44 s 60 le 9 avril, Abderrahman Samba lance parfaitement sa saison estivale 2019 sur 400 m haies en réalisant d'emblée la meilleure performance mondiale de l'année en 47 s 51 à l'occasion des championnats d'Asie organisés à Doha. Au meeting de Shanghaï le 18 mai, il porte cette meilleure marque à 47 s 27, loin devant l'Américain Rai Benjamin, deuxième en 47 s 80. Il est ensuite aligné au 400 m du meeting de Monaco le 12 juillet où il termine deuxième en 45 s 00 derrière le futur champion du monde de la distance Steven Gardiner. Prévu au départ du 400 m du meeting de Londres le 21 juillet, il doit déclarer forfait au dernier moment en raison d'une crampe à la cuisse et décide de ne plus courir avant les championnats du monde 2019 qui sont organisés chez lui au Qatar. Son pari s'avère payant puisqu'il décroche le 30 septembre la médaille de bronze sur le 400 m haies des Mondiaux en 48 s 03 derrière Rai Benjamin et le Norvégien Karsten Warholm. Le Qatarien déclare être "fou de joie" après cette course, alors qu'il a été handicapé par de nombreuses blessures au cours de la saison et qu'il ne savait pas s'il serait en mesure de prendre le départ des séries deux jours plus tôt.

## Palmarès
| Date | Compétition                  | Lieu     | Résultat | Épreuve     | Temps         |
| ---- | ---------------------------- | -------- | -------- | ----------- | ------------- |
| 2017 | Championnats du monde        | Londres  | 7e       | 400 m haies | 49 s 74       |
| 2018 | Championnats d'Asie en salle | Téhéran  | 1er      | 4 × 400 m   | 3 min 10 s 08 |
| 2018 | Jeux asiatiques              | Jakarta  | 1er      | 400 m haies | 47 s 66       |
| 2018 | Jeux asiatiques              | Jakarta  | 1er      | 4 × 400 m   | 3 min 0 s 56  |
| 2018 | Coupe continentale           | Ostrava  | 1er      | 400 m haies | 47 s 37       |
| 2019 | Championnats d'Asie          | Doha     | 1er      | 400 m haies | 47 s 51       |
| 2019 | Championnats d'Asie          | Doha     | 3e       | 4 × 400 m   | 3 min 3 s 95  |
| 2019 | Championnats du monde        | Doha     | 3e       | 400 m haies | 48 s 03       |
| 2021 | Jeux olympiques              | Tokyo    | 5e       | 400 m haies | 47 s 12       |
| 2023 | Jeux asiatiques              | Hangzhou | 1er      | 400 m haies | 48 s 04       |
| 2023 | Jeux asiatiques              | Hangzhou | 2e       | 4 x 400 m   | 3 min 02 s 05 |
| 2024 | Jeux olympiques              | Paris    | 6e       | 400 m haies | 47 s 98       |
| 2025 | Championnats d'Asie          | Gumi     | 1er      | 400 m haies | 48 s 00       |

## Records
| Épreuve     | Temps        | Lieu     | Date         |
| ----------- | ------------ | -------- | ------------ |
| 400 m       | 44 s 60      | Pretoria | 9 avril 2019 |
| 400 m haies | 46 s 98 (AR) | Paris    | 30 juin 2018 |